# MV Agusta Brutale 750 S
Die Brutale 750 S ist ein Motorrad der Kategorie Naked Bikes des italienischen Herstellers MV Agusta.
Maßgeblich entwickelt wurde das Motorrad von dem italienischen Motorradkonstrukteur Massimo Tamburini.
Der Motor leistete als erstes Basismodell der F4-Serie 93 kW/127 PS und 75 Nm. Verantwortlich für die Motorenentwicklung war Andrea Goggi, der in Zusammenarbeit mit Ferrari die konzeptionelle Basis aus den Formel-1-Motoren von 1990 bis 1992 einbrachte, z. B. die radiale Anordnung der vier Ventile pro Zylinder. Ein weiteres Detail ist das Kassettengetriebe. Unter der Verantwortung von Massimo Parent entstand das neue Chassis.
Der Motor hängt in einem Gitterrohrrahmen und ist tragendes Element. Das Fahrwerk hat eine speziell für MV Agusta von Marzocchi weiterentwickelte 50-mm-Upside-Down-Gabel mit Gabelfüßen, einem Sachs-Federbein, einer CNC-gefrästen 6-Kolben- (vorne) und 4-Kolben-Bremsanlage (hinten) von Nissin. Die Räder und die Einarmschwinge sind aus Aluminium. Weitere Aluminiumteile sind die Rahmenplatten und die Gabelbrücken.
750 S in der Modellbezeichnung steht für den Hubraum des Vierzylinder-Reihenmotors, der exakt 749,4 cm³ beträgt. Das erste, auf 300 Stück limitierte Modell war die MV Agusta Brutale 750 Oro, bei der wie bei der MV Agusta  F4 750 Serie Oro viele Teile aus Magnesium verwendet wurden.
Die Reifendimension vorne: 120/65-ZR 17″, hinten: 180/55-ZR 17″ oder 190/50-ZR 17″. Antriebsübersetzung mit Antriebsritzel vorne 14 Zähne, hinten 41 Zähne, Ketten-Teilung 520 mit 108 Rollen (Ein Kettenglied hat immer 2 Rollen).
Der empfohlene Verkaufspreis für die Brutale 750 S betrug im Februar 2004 in Deutschland 14.950 €.

## Modellgeschichte
Da in der Presse die spitze Leistungsabgabe und eine gewisse Anfahrschwäche kritisiert wurde, verbesserte MV Agusta die technischen Daten des Motorrads beim Nachfolgemodell MV Agusta Brutale 910 im Jahr 2005, denn neben mehr Leistung (100 kW) und mehr Drehmoment (96 Nm) wartet sie auch mit 2637 g weniger Motorgewicht auf. Dies wurde hauptsächlich durch die Verwendung von leichteren F4-1000-Teilen im Kurbeltrieb erreicht.
Es entstanden in der Folge auch weitere Modelle, wie z. B. Brutale 989 R, die Brutale 1078 R und weitere.